# Febrilna nevtropenija
Febrilna nevtropenija ali vročinska nevtropenija pomeni nastop vročine, lahko z drugimi znaki okužbe, pri bolnikih z nevtropenijo (znižano koncentracijo nevtrofilcev v krvi). Pogosto je posledica zdravljenja s kemoterapijo. Pri okoli 50 % bolnikov dokažejo povzročitelja okužbe. Bakteriemija (navzočnost bakterij v krvi) je prisotna pri okoli 20 % bolnikov.
Febrilna nevtropenija je urgentno stanje, ki zahteva takojšnje protimikrobno zdravljenje. Preteča zapleta okužbe sta med drugim septični šok in sindrom dihalne stiske, katerih smrtnost je kljub zdravljenju več kot 50-odstotna.

## Definicija
Febrilna nevtropenija se opredeljuje kot stanje s povišano telesno temperaturo enkrat nad
38,3 °C ali vsaj dvakrat nad 38 °C v obdobju 12 ur pri bolniku z absolutnim številom nevtrofilnih levkocitov (paličastih in segmentiranih) pod 0,5 x 109/l (< 500/mm3) ali med 0,5 in 1 x 109/l (500–1000/mm3), kadar pričakujemo njihov hiter padec (znotraj 24–48 ur) pod 0,5 x 109/l (< 500/mm3).

## Znaki in simptomi
Pri febrilni nevtropeniji se pri nevtropeničnem bolniku pojavi vročina, ki jo lahko spremljajo tudi drugi simptomi okužbe. Pri nekaterih bolnikih pa lahko vročina kljub okužbi izostane, in sicer zlasti pri starejših bolnikih in pri tistih, ki prejemajo kortikosteroide. Začetni znaki okužbe so pri takih bolnikih lahko hipotermija, hipotenzija ali poslabšanje stanja, kar se lahko kaže kot nenadna oslabelost, zmedenost.

## Povzročitelj
Povzročitelja okužbe dokažejo pri do polovici bolnikov s febrilno nevtropenijo. V 80 % je izvor okužbe bolnikova lastna endogena flora.
Okužbo najpogosteje povzročajo bakterije, lahko pa so povzročitelji tudi glive, virusi, pri bolnikih, zdravljenih s kortikosteroidi ali drugimi imunosupresivi, pa lahko pride tudi do reaktivacije tuberkuloze ali okužbe s Pneumocistis jirovecii.

## Zdravljenje
Okužba, ki se pojavi pri nevtropeničnem bolniku, je lahko življenjsko ogrožajoča in potrebno je takojšnje protimikrobno zdravljenje. Zdravljenje okužbe ob hudi nevtropeniji poteka v bolnišnici, uporabljajo pa se parenteralni antibiotiki. Praviloma se uvede izkustveno zdravljenje s širokospektralnim antibiotikom. Izkustveno antibiotično zdravljenje se mora uvesti v prvih 60 minutah po hospitalizaciji bolnika oziroma diagnozi vročinske nevtropenije. Med zdravljenjem je potrebno redno spremljanje bolnikovega stanja in ocena, ali zdravljenje deluje. Ko oziroma če so na voljo podatki o povzročitelju, se uporabi bolj tarčno protimikrobno zdravilo.
Če je pričakovano trajanje nevtropenije daljše kot 5 do 7 dni in vročina kljub antibiotičnemu zdravljenje vztraja brez jasnega izvora okužbe, se antibiotikom doda protiglivno zdravilo.
Poleg protimikrobnega zdravljenja bolnik prejema tekočinsko, dihalno, hemodinamsko podporno zdravljenje. Če bolnik prejema imunosupresivno zdravljenje, se le-to ukine, če je možno.